# Puccinia rufipes
Puccinia rufipes är en svampart som beskrevs av Dietel 1903. Puccinia rufipes ingår i släktet Puccinia och familjen Pucciniaceae.   Inga underarter finns listade i Catalogue of Life.